# Райдер, Лиза
Лиза Райдер (англ. Lisa Ryder; родилась 26 октября 1970 года в Эдмонтоне) — канадская актриса, наиболее известна ролью Беки Валентайн в научно-фантастическом сериале «Андромеда».

## Биография
Райдер родилась и выросла в Эдмонтоне, в детстве занималась танцами, посещала балетную школу. До поступления в Университет Торонто не думала о карьере актрисы, но, выбрав дополнительным предметом драматическое искусство, сильно им увлеклась. После окончания университета Райдер вместе с друзьями основала в Торонто театральную группу Bald Ego Productions, в которой она выступала, а также занималась хореографией и написанием сценариев постановок.
В середине 1990-х Райдер стала сниматься в телевизионных сериалах, играя в основном эпизодические роли. Известность пришла к ней после роли детектива Трейси Веттер в канадском научно-фантастическом сериале «Рыцарь навсегда», в котором она снималась с 1995 по 1996 годы. В конце 1990-х — начале 2000-х Райдер снималась в малобюджетных фильмах, среди которых «Джейсон X» и независимый фильм «Украденное сердце», за который она получила положительные отзывы критиков. С 2000 по 2005 годы Райдер играла одну из главных ролей в популярном фантастическом сериале «Андромеда».

## Фильмография
| Год       |   | Русское название                           | Оригинальное название                    | Роль                              |
| --------- | - | ------------------------------------------ | ---------------------------------------- | --------------------------------- |
| 1994      | с | Кунг-фу: Возрождение легенды               | Kung Fu: The Legend Continues            | Алана (1 серия)                   |
| 1995—1996 | с | Рыцарь навсегда                            | Forever Knight                           | Детектив Трейси Веттер (23 серии) |
| 1996      | с |                                            | The Newsroom                             | Крис (4 серии)                    |
| 1997      | ф | Город тьмы                                 | City of Dark                             | Ким                               |
| 1997      | ф |                                            | Strands                                  | Холли                             |
| 1997      | с | Земля: Последний конфликт                  | Earth: Final Conflict                    | Кейт Бун (2 серии)                |
| 1997      | с | Пси Фактор: Хроники паранормальных явлений | PSI Factor: Chronicles of the Paranormal | Мэри Колвуд (1 серия)             |
| 1998      | ф | Правила игры                               | Blackheart                               | Сэм                               |
| 1998      | с | Приключения Ширли Холмс                    | The Adventures of Shirley Holmes         | Дженни Бейн (1 серия)             |
| 1998      | ф | Украденное сердце                          | Stolen Heart                             | Джоуи                             |
| 1999      | с | Вспомнить всё 2070                         | Total Recall 2070                        | Доктор Грейс (1 серия)            |
| 2001      | с | Ветер в спину                              | Wind at My Back                          | Джейн Истербрук (2 серии)         |
| 2001      | ф | Джейсон X                                  | Jason X                                  | Кей-Эм 14                         |
| 2004      | ф |                                            | Lemon                                    | Эстелль Фрейзен                   |
| 2000—2005 | с | Андромеда                                  | Andromeda                                | Бека Валентайн (109 серий)        |
| 2005      | ф | Тайная жизнь                               | Secret Lives                             | Шелби                             |
| 2012      | ф | История Люка                               | The Story of Luke                        | Сара                              |